# Лимбург (Нидерланды)
Ли́мбург (нидерл. Limburg [ˈlɪmbʏrx]) — провинция на юго-востоке Нидерландов. Столица и крупнейший город — Маастрихт. Население 1 121 891 человек (7-е место среди провинций; данные 2013 года).

## Название
Название Лимбург только с 1815 года используется для обозначения территории нынешних нидерландской и бельгийской провинций. В том году король Виллем I решил назвать новообразованную провинцию, территория которой до того была лоскутным одеялом областей и из которых лишь одна крошечная часть входила в старое герцогство Лимбург, Лимбургом. Это имя быстро закрепилось, и жители новой провинции очень к нему привязались. Название происходит непосредственно от старого герцогства Лимбург и, таким образом, косвенно от замка Лимбург в нынешнем городе Лимбург в провинции Льеж.

## География
Площадь территории 2209,22 км² (включая воду, 11-е место), в том числе суша — 2150,87 км² (9-е место). На территории расположена высшая точка страны — Валсерберг (322 м).

## История
Лимбург (Limburg) — бывшее самостоятельное владение, граничившее с Юлихом, Льежем и Люксембургом. В настоящее время образует две провинции, одну нидерландскую, другую бельгийскую. Нидерландская провинция Лимбург имеет площадь в 2209 км²; по большей части население является католиками. Почва плодородна: лишь на западе от реки Маас много торфяников и степных пространств. Главный город — Маастрихт. Бельгийская же одноимённая провинция имеет площадь 2412 км². 4 города, главный город провинции — Хасселт. Скотоводство и земледелие процветают. Город Лимбург, прежде главный город герцогства, теперь находится на территории бельгийской провинции Льеж, при р. Вездре. Есть развалины замка. Исторически — суконные фабрики; также известен Лимбургский сыр (главное место изготовления —Герве, близ Л.). 
Со второй половины XI в. Лимбург образовал графство, с XII в. герцогство; принадлежал герцогам лотарингским. После смерти герцога Вальрама IV (1279) на Лимбург предъявили притязание муж дочери Вальрама, Рейнольд Гельдернский, и племянник Вальрама, Адольф фон-Берг. Последний уступил в 1282 г. свои права герцогу Иоганну I Брабантскому, который разбил Рейнольда и его союзников при Вёрингене и присоединил Лимбург к Брабанту (1288). По мюнстерскому договору (в 1648) Лимбург был разделен между Нидерландами и Испанией. С 1794 по 1814 годы бельгийская (бывшая испанская) часть Лимбурга образовывала французский департамент — Урт (фр. Département de l'Ourthe). В 1814 г. Лимбург вошел в состав королевства Нидерландов. В 1830 году пров. Лимбург, кроме Маастрихта, отделилась от Нидерландов, но в 1839 г. часть её была возвращена Нидерландам.“ (с) Энциклопедия Брокгауза и Ефрона
В 1839—1866 годах с политической точки зрения данная территория являлась Герцогством Лимбург в составе Германского союза, находившимся в личной унии с Нидерландским королевством.

## Общины
На 2019 год Лимбург разделен на следующие 31 общин:
| община               | центр            |
| -------------------- | ---------------- |
| Бек                  | Бек              |
| Бекдален             | Нют              |
| Бесел                | Рёвер            |
| Берген               | Ниу-Берген       |
| Брюнсюм              | Брюнсюм          |
| Эхт-Сюстерен         | Эхт              |
| Эйсден-Маргратен     | Маргратен        |
| Геннеп               | Геннеп           |
| Гюлпен-Виттем        | Гюлпен           |
| Херлен               | Херлен           |
| Хорст-ан-де-Маас     | Хорст            |
| Керкраде             | Керкраде         |
| Ландграф             | Ландграф         |
| Лёдал                | Хейхёйсен        |
| Маасгау              | Маасбрахт        |
| Маастрихт            | Маастрихт        |
| Мерссен              | Мерссен          |
| Мок-эн-Мидделар      | Мок              |
| Недерверт            | Недерверт        |
| Пел-эн-Маас          | Паннинген        |
| Рурдален             | Синт-Одилиенберг |
| Рурмонд              | Рурмонд          |
| Симпелвелд           | Симпелвелд       |
| Ситтард-Гелен        | Ситтард          |
| Стейн                | Стейн            |
| Валс                 | Валс             |
| Валкенбюрг-ан-де-Гёл | Валкенбюрг       |
| Венло                | Венло            |
| Венрай               | Венрай           |
| Вурендал             | Вурендал         |
| Верт                 | Верт             |